# Regiunea Kaolack
Regiunea Kaolack este o unitate administrativă de gradul I a Senegalului. Reședința sa este orașul Kaolack.